# 霍奇登 (緬因州)
霍奇登（英語：Hodgdon）是一個位於美國緬因州阿魯斯圖克縣的市鎮。

## 人口
根據2020年美國人口普查的數據，霍奇登的面積為103.52平方千米，當中陸地面積為103.39平方千米，而水域面積為0.13平方千米。當地共有人口1290人，而人口密度為每平方千米12人。